# 鈴木美貴子
鈴木 美貴子（すずき みきこ、Mikiko Suzuki 1986年11月10日 - ）は日本のバイリンガルアナウンサーである。元NHKワールドTV英語リポーター・NHK仙台放送局キャスター。2018年にアメリカのバブソン大学のビジネススクールにてMBAを取得。同年にハーバード大学の大学院に進学。2021年にハーバード大学院修士課程を修了・卒業した。

## 来歴・人物
茨城県つくば市出身。カリフォルニア州サンタクルーズで育つ。茨城県私立茗溪学園中学校・高等学校卒業。上智大学外国語学部英語学科卒業。
2009年からNHK仙台放送局の報道番組『てれまさむね』のキャスターとして出演。週に5日、50分の番組にて東北の最新のニュースを担当。2011年の東日本大震災を経験し、被災地を訪れた著名人50名以上単独インタビューを行った。2012年からNHK国際放送（NHKワールドTV）の『NEWSLINE』で英語リポーターを務めた。
2018年5月にアントプレナーシップの分野で全米1位のバブソン大学ビジネススクールにてMBAを取得。
同年にハーバード大学院エクステンションスクールへ進学し、2021年5月にジャーナリズム修士号を修了した。ハーバード大学院ジャーナリズム修士号は、2016年に新設されたプログラムのため、日本人第1号の卒業生である。

## 出演番組
- NHKワールドTV NEWSLINE
- NHKワールドTV NEWS ROOM TOKYO
- NHK仙台放送局てれまさむね
- おはよう宮城
- お元気ですか日本列島
- ゆうどきネットワーク
- 首都圏ネットワーク
- NHKニュースおはよう日本
- 映像で学ぶNHK英語放送
- 情報まるごと
- 災害情報ラジオ
- JAL国際線・機内エンターテインメント